# اوبروپورگ
اوبروپورگ (به آلمانی: Oberoppurg) یک شهر در آلمان است که در زاله-ارلا واقع شده‌است. اوبروپورگ ۱۹۰ نفر جمعیت دارد.